# Кабо-Верде на летних Олимпийских играх 1996
Кабо-Верде принимала участие в Летних Олимпийских играх 1996 года в Атланте (США) в первый раз за свою историю, но не завоевала ни одной медали.
Четверо спортсменов соревновались в различных видах лёгкой атлетики: бег на 100 метров, бег на 110 метров с препятствиями, марафон. При этом Алфаяя Эмбало не вышел на старт своего забега
Исмения Да Фредерику стала первой женщиной, представляющей Кабо-Верде на Олимпийских играх. В беге на 100 метров заняла в 1/8 финала последнее место с результатом 13,03, уступив 1,42 секунды Стефи Дуглас из Великобритании.

## Результаты

### Лёгкая атлетика

#### Мужчины
| Участник         | дисциплина             | предварительный забег 1 | предварительный забег 1 | предварительный забег 2 | предварительный забег 2 | полуфинал     | полуфинал     | финал         | финал         |
| Участник         | дисциплина             | время                   | результат               | время                   | результат               | время         | результат     | время         | результат     |
| ---------------- | ---------------------- | ----------------------- | ----------------------- | ----------------------- | ----------------------- | ------------- | ------------- | ------------- | ------------- |
| Алфаяя Эмбало    | 100 метров             | DNS                     | DNS                     | не участвовал           | не участвовал           | не участвовал | не участвовал | не участвовал | не участвовал |
| Генри Андраде    | 110 метров с барьерами | DNF                     | DNF                     | не участвовал           | не участвовал           | не участвовал | не участвовал | не участвовал | не участвовал |
| Антонио Зеферино | марафон                | N/A                     | N/A                     | N/A                     | N/A                     | N/A           | N/A           | 2:34:13       | 94            |

#### Женщины
| Участница            | дисциплина | предварительный забег 1 | предварительный забег 1 | предварительный забег 2 | предварительный забег 2 | полуфинал      | полуфинал      | финал          | финал          |
| Участница            | дисциплина | время                   | результат               | время                   | результат               | время          | результат      | время          | результат      |
| -------------------- | ---------- | ----------------------- | ----------------------- | ----------------------- | ----------------------- | -------------- | -------------- | -------------- | -------------- |
| Исмения Да Фредерику | 100 метров | 13.03                   | 52                      | не участвовала          | не участвовала          | не участвовала | не участвовала | не участвовала | не участвовала |